# Three cheers for the broken-hearted
Three cheers for the broken-hearted is  het veertiende muziekalbum van Glass Hammer. Het album volgde op een reeks album waarbij de muziek steeds symfonischer ging klinken en de heren achter Glass Hammer wilden iets anders. Het materiaal is meer richting de kortere liederen, zonder de progressieve rock geheel achter zich te laten. Op dit album derhalve geen lange nummers of epische verhalen, maar wel korte krachtige rocksongs. Invloeden van The Beatles zijn duidelijk te horen. Het album is opgenomen in Chattanooga, Tennessee.
Na dit album maakte de band opnieuw een draai; If is weer “ouderwets” progressief; Glass Hammer is dan weer een muziekgroep, Susie is vertrokken.

## Musici
- Susie Bogdanowicz – zang
- Steve Babb – basgitaar, toetsinstrumenten
- Fred Schendel – slagwerk, gitaar, toetsinstrumenten

met:
- Josh Bates - gitaar
- David Wallimann - gitaar

## Muziek
| Nr. | Titel                                         | Duur |
| --- | --------------------------------------------- | ---- |
| 1.  | Come on, come on (muziek en tekst: Babb)      | 3:36 |
| 2.  | The lure of dreams (Schendel (m); Babb (t))   | 5:50 |
| 3.  | A rose for Emily (Rod Argent van The Zombies) | 3:08 |
| 4.  | Sleep on (Schendel (m), Babb (t))             | 4:02 |
| 5.  | The mid-life weird (Babb)                     | 3:54 |
| 6.  | A bitter wind (Babb)                          | 4:31 |
| 7.  | The curse they weave (Babb)                   | 4:27 |
| 8.  | Sun down shores (Babb)                        | 4:34 |
| 9.  | Schrodinger’s lament (Schendel)               | 5:09 |
| 10. | Hyperbole (Schendel)                          | 7:34 |
| 11. | Falling (Schendel)                            | 4:34 |